# Blenda (skjaldmö)

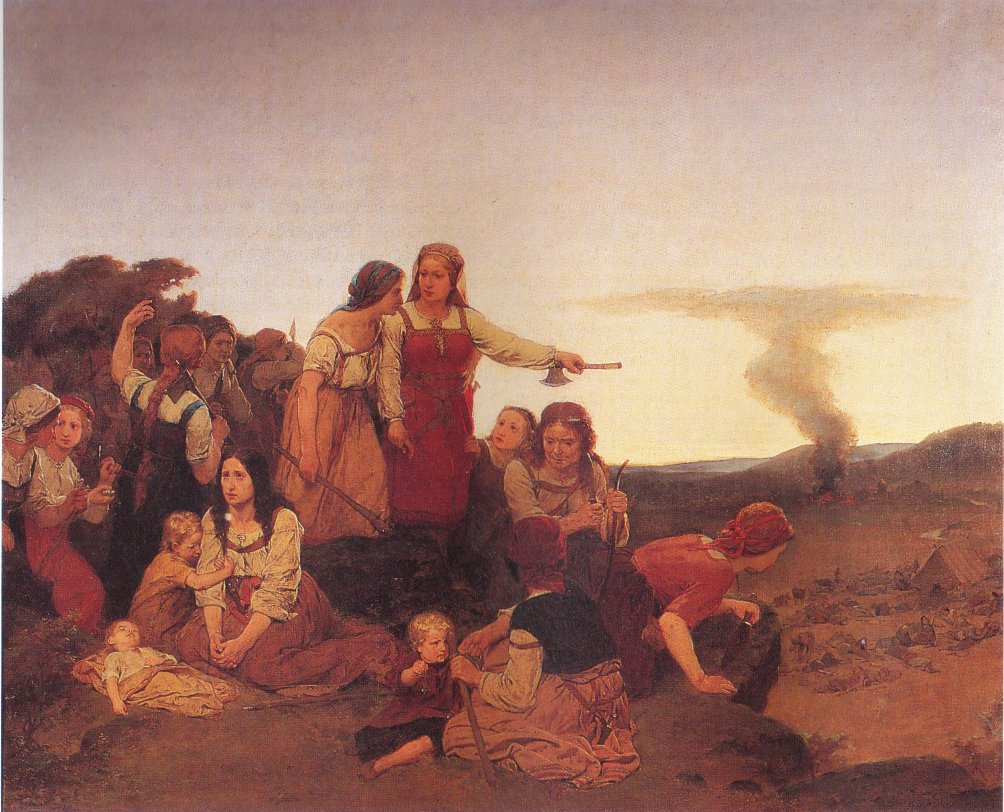
Blenda segons una litografia de l'artista August Malmström (1829-1901)

Blenda és una heroïna llegendària de Småland, Suècia, que segons la llegenda Blendasägnen va liderar les dones de Värend per enfrontar-se a vikings procedents de Dinamarca, i amb un estratagema va aconseguir aniquilar els invasors.
Segons la llegenda, els fets varen tenir lloc durant el regnat del rei Ælla, rei dels gautes, que va emprendre una campanya per lluitar a Noruega. El rei va organitzar un contingent militar de guerrers d'occident i també del sud, els genets de Småland, per la qual cosa van deixar la regió pràcticament sense defensa. Els danesos varen saber de la situació precària de Småland i van decidir aprofitar l'avantatge per atacar les terres indefenses. Blenda era una dona d'origen noble, del hundred de Konga i va decidir enviar un missatge de resistència a totes les dones de Konga, Albo, Kinnevald, Norrvidinge i Uppvidinge. Es van organitzar exèrcits de dones a Bråvalla, que segons la tradició local de Småland, es troba a Värend i no a Östergötland.
Les dones es van acostar als danesos i varen manifestar la seva sorpresa i grata impressió dient que els guerrers danesos fossin tan atractius, convidant-los a un banquet on els oferirien menjar i hidromel. Després d'una llarga vetllada, els danesos es van adormir i va ser el moment que van aprofitar les dones per matar-los a tots. Quan va tornar el rei i va saber el que havia passat, va atorgar a les dones drets com mai abans s'havien vist. Les hi va concedir paritat en l'herència amb germans i marits, el dret a utilitzar un cinturó al voltant de la cintura amb el blasó real com a símbol de vigilants eternes, el dret a tocar els tambors durant les noces i molts més. Els cinc hundred es van unir com a territori de Värend, que significa 'defensa', com a baluard per Götaland. El poble de Blenda va passar a anomenar-se Värnslanda i un lloc proper al camp de batalla va ser anomenat Bländinge.

## Base històrica

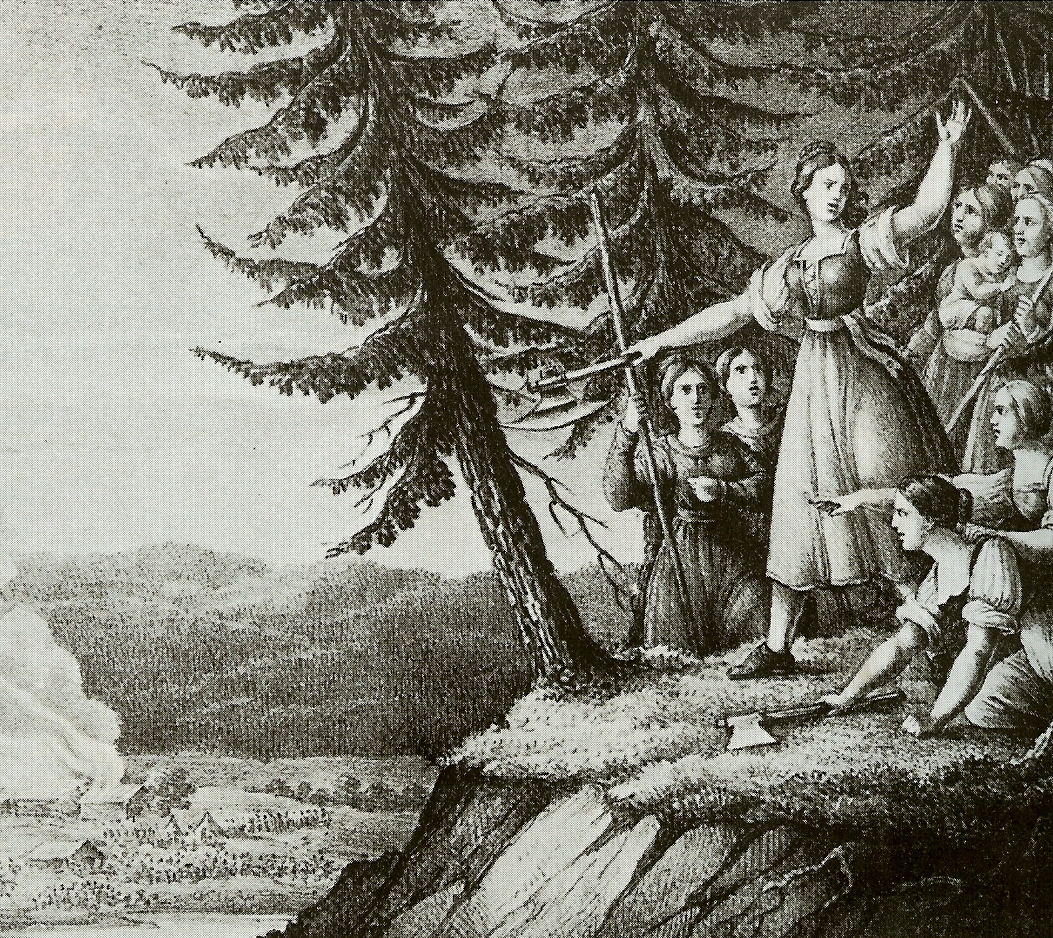
Les noies de Småland d'Hugo Hamilton (1830)

El primer text imprès on apareixen els drets d'herència és a De iure sueonum et gothorum vetusto (1672) de Johan Stiernhöök, on afirma que els drets d'herència varen ser concedits pel rei Hakon Ring (Sigurd Ring) a les dones després de la batalla de Brávellir, en haver mostrat un valor sense igual en enfrontar-se a les forces d'Harald Hilditonn. La llegenda sembla una al·legoria reflectida dels diferents esdeveniments entre els anys 1680 i 1690 amb la finalitat de defensar la igualtat hereditària i noves prohibicions de l'Església contra l'ús dels tambors en els cultes.
L'historiador local Petter Rudebeck (1660–1710) va reunir notes, llegendes, costums i mites de gairebé tots els racons de Småland, recuperant la figura de Blenda. El 1813, Erik Johan Stagnelius va escriure el poema Blenda.
Si els successos haguessin esdevingut durant el regnat del rei Ælla, haguessin succeït cap a l'any 500, la qual cosa no sorprèn doncs les dones també assumien el paper militar en la defensa del territori abans del cristianisme.

### Teories
Al llarg del segle xviii i XIX va haver-hi diversos intents de recolzar o deslegitimar la historicitat de la llegenda. Alguns autors es posicionen en identificar el succés entre les batalles prèvies a la reunió dels tres reis Inge I de Suècia, Magne III de Noruega i Eric I de Dinamarca a Kungahälla (1101), o en el regnat de Sigurd I de Noruega i el seu atac sobre Kalmar el 1123. Sven Lagerbring (1707–1787) va proposar que el fets varen tenir lloc durant el regnat de Svend III de Dinamarca i el seu atac a Suècia cap el 1150. Olof von Dalin (1708–1763) d'altra banda va fer les seves conjectures durant el regnat de Eric V de Dinamarca i el seu atac a Småland el 1270. Carl Johan Schlyter (1795–1888) va suggerir que és un simple conte inventat per explicar per què les dones de Värend posseïen els mateixos drets d'herència que els homes.